# Corte de diamante

Diagrama de las formas de tallado antiguas de los diamantes, que muestra su evolución desde la más primitiva (la talla en punta) hasta la más reciente, pre-Tolkowsky (talla europea antigua). Se omite la talla en rosa, pero podría considerarse intermedia entre las antiguas tallas simple y Mazarino

Un corte de diamante es un diseño que se utiliza para dar forma a un diamante cuando se realiza el proceso de tallarlo y pulirlo, como por ejemplo en el caso de la conocida talla en brillante. La denominación del corte puede hacer referencia a la forma de la pieza resultante (como la talla en forma de pera, o la talla ovalada), así como a la simetría, la proporción o a la manera en que se pule. El corte de un diamante afecta considerablemente a su brillo, y una piedra mal cortada es menos luminosa.
Se han desarrollado diversos tipos de corte, con el fin de resaltar las propiedades físicas como material del diamante en forma de gema. Un corte de diamante constituye una disposición más o menos simétrica de facetas, que en conjunto modifican la forma y la apariencia cristalina de un diamante. Los talladores de diamantes deben considerar varios factores al elegir un corte, como la forma y el tamaño del cristal. La historia práctica de los cortes de diamante se remonta a la Edad Media, mientras que su base teórica no se desarrolló hasta principios del siglo XX. El diseño, la creación y la innovación continúan hasta nuestros días: las nuevas tecnologías, en particular el corte con láser y el diseño asistido por computadora, han permitido el desarrollo de cortes cuya complejidad, rendimiento óptico y reducción de desperdicios eran hasta entonces impensables.
La talla de diamante más popular es la moderna talla brillante redonda, cuyas 57 facetas y proporciones se han perfeccionado mediante su análisis matemático y empírico. También son populares los denominados cortes de fantasía, que se presentan en una gran variedad de formas, muchas de las cuales derivan de la talla brillante redonda. La talla de un diamante es evaluada por graduadores cualificados, otorgando calificaciones más altas a las piedras cuya simetría y proporciones se ajustan mejor al "ideal" particular utilizado como referencia. Las normas más estrictas se aplican a la talla brillante redonda, y aunque su número de facetas es invariable, sus proporciones no lo son. Cada país basa su clasificación de tallas en diferentes modelos ideales. Así, se puede hablar del Estándar Americano o del Estándar Escandinavo (Scan. D.N.), por citar solo dos ejemplos.

## Historia

### India antigua

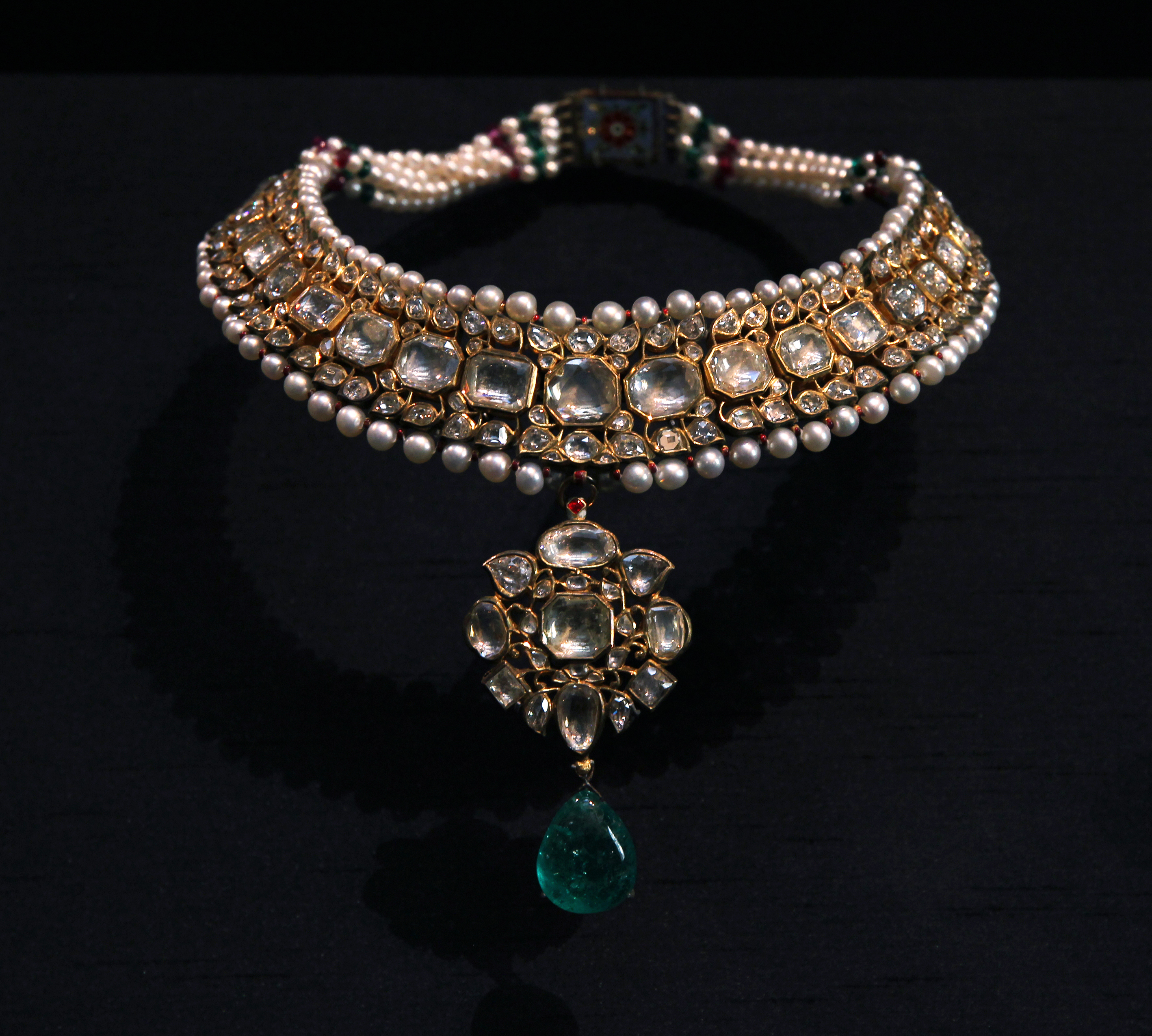
Collar de oro indio con perlas, rubíes, esmeraldas y diamantes de corte conservador, montados en engastes tradicionales de bisel

El proceso de tallado de diamantes se conocía en el Subcontinente indio desde el siglo VI d. C. Un tratado del siglo VI, el Ratnapariksa, o "Apreciación de las Gemas", afirma que la mejor forma de conservar un diamante es en su forma cristalina octaédrica natural perfecta, y no como una piedra tallada, lo que indica que el tallado de diamantes era una práctica generalizada. Al Beruni también describe el proceso de pulido de diamantes con placa de plomo en el siglo XI d. C. Agastimata, escrito antes del siglo X d. C., afirma:
 El diamante no puede ser cortado por medio de metales y gemas de otras especies; pero también resiste el pulido, el diamante sólo puede ser pulido por medio de otros diamantes. (Cita del Agastimata)
Un anillo de diamantes del siglo XII o principios del XIII, atribuido a Muhammad de Gur, contiene dos diamantes cuyo estado natural octaédrico en bruto se conserva, pero se encuentran en un estado límpido, evidenciando una técnica de pulido y tallado de diamantes anterior a la desarrollada en Europa, donde el primer procesado de diamantes data de mediados del siglo XIV d. C. A día de hoy, se conocen pocos diamantes con facetado de estilo mogol antiguo.

### Europa

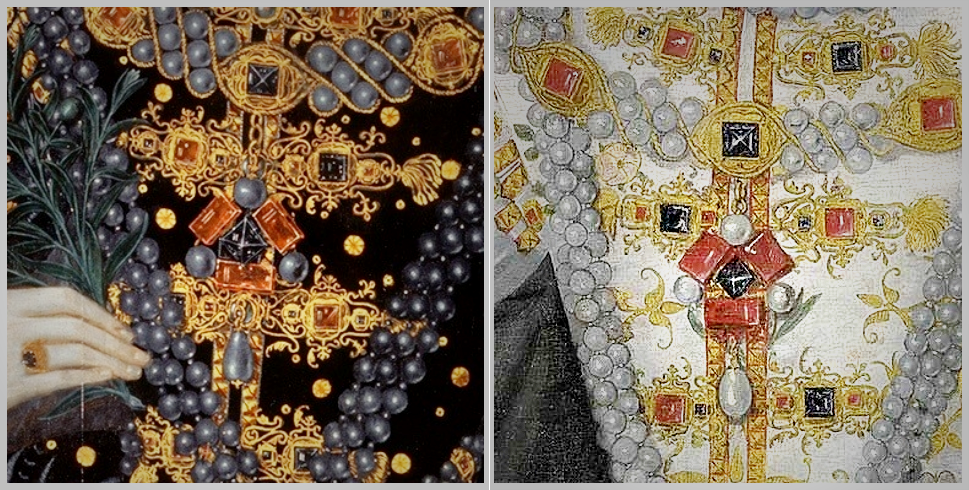
Detalles de dos retratos de Isabel I de Inglaterra, que muestran varios diamantes tallados en punta, y donde aparecen los Tres Hermanos (tres espinelas rojas rectangulares) alrededor de un diamante azul

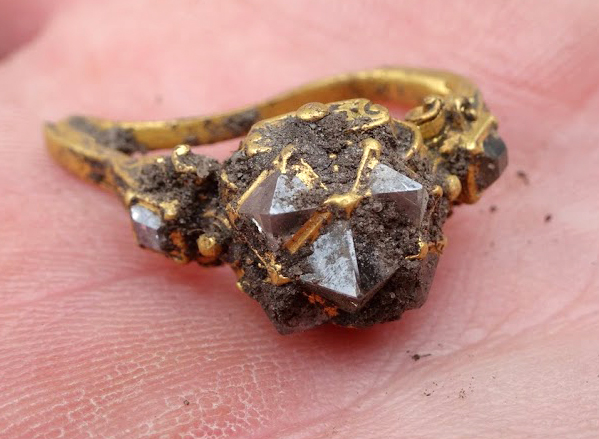
Anillo de oro del engastado con siete diamantes octaédricos pulidos, encontrado en Tåsinge, Dinamarca

La historia de las tallas de diamantes en Europa se remonta a finales de la Edad Media. En épocas anteriores, los diamantes se empleaban en su estado octaédrico natural, y los diamantes anédricos (mal formados) simplemente no se usaban en joyería. Las primeras "mejoras" aplicadas sobre piedras naturales consistieron en un simple pulido de las caras del cristal octaédrico para crear facetas uniformes de aspecto impecable, o para crear la forma octaédrica deseada a partir de una pieza en bruto que, de otro modo, resultaría poco atractiva. Esto se denominaba talla en punta y data de mediados del siglo XIV. Hacia 1375 ya existía una guilda (un grupo organizado) de pulidores de diamantes en Núremberg. A mediados del siglo XV, se comenzó a mejorar la talla en punta: la parte superior del octaedro se pulía o esmerilaba, creando la talla en tabla o meseta. También se reconoció la importancia del culet (el biselado de la punta inferior), y algunas piedras con talla de tabla de esta época ya lo tenían. La adición de cuatro facetas en las esquinas creó el antiguo corte simple (o antiguo corte de ocho). Ninguno de estos primeros cortes revelaría por qué se aprecia hoy en día al diamante: su fuerte dispersión o su fuego. En aquella época, el diamante se valoraba principalmente por su lustre y su excepcional dureza. Un diamante tallado en tabla se veía de color negro a simple vista, tal como se muestra en las pinturas de la época. Por esta razón, las gemas de colores vivos como el rubí o el zafiro eran mucho más apreciadas en la joyería de la época.
En o alrededor de 1476, Lodewyk van Bercken, un pulidor de flamenco de Brujas, introdujo la técnica de simetría absoluta en la disposición de facetas, usando un dispositivo de su propia invención, el scaif. Talló piedras con la forma conocida como pendeloque o briolette (esta última con forma de pera y facetas triangulares en ambos lados). A mediados del siglo XVI fue introducida en Amberes la talla con forma de rosa o roseta, que también consistía en facetas triangulares dispuestas en un patrón radial simétrico, pero con la parte inferior de la piedra dejada plana, esencialmente una corona sin pabellón. Muchos grandes y famosos diamantes indios de la antigüedad (como el diamante Orlov y el Sancy) también presentan un corte tipo rosa, y se sugiere que los talladores occidentales se vieron influidos por las piedras indias, ya que algunos de estos diamantes podrían ser anteriores a la adopción occidental de la talla en rosa. Sin embargo, las tallas en rosa indias eran mucho menos simétricas, ya que sus talladores tenían como principal interés conservar el peso en quilates, debido al estatus divino del diamante en la India. En cualquier caso, la talla en rosa continuó evolucionando, con ajustes en su profundidad, número y disposición de facetas.
Las primeras tallas con forma de brilliante se introdujeron a mediados del siglo XVII. Conocidas como Mazarinas, contaban con 17 facetas en la corona (mitad superior). También se denominan brillantes de doble talla, ya que se consideran una mejora con respecto a las antiguas tallas simples. Vincent Peruzzi, pulidor veneciano, aumentó posteriormente el número de facetas de la corona de 17 a 33 (brillantes de triple talla o Peruzzi), aumentando así significativamente el fuego y el brillo de la gema tallada, propiedades que en la Mazarina ya eran incomparablemente mejores que en la rosa. Sin embargo, los diamantes de talla Peruzzi, vistos hoy en día, parecen excesivamente opacos en comparación con los brillantes de talla moderna. Debido a que la práctica de técnica de la talla de diamantes aún no se había desarrollado, estos primeros brillantes eran todos cuadrados o rectángulos redondeados en sección transversal (en lugar de circulares). Estas piezas, denominadas comúnmente «cojines» (lo que hoy se conoce como antiguos cortes de minas), eran comunes a principios del siglo XVIII.
Alrededor de 1860, el joyero estadounidense Henry Dutton Morse abrió la primera fábrica estadounidense de tallado de diamantes en Boston. Partiendo de la premisa de que las gemas más pequeñas, pero más bellas, se venderían mejor, se opuso al dogma de conservar el peso del diamante a toda costa y estudió científicamente la refracción en los diamantes. Hacia 1870, desarrolló lo que mucho más tarde se denominó el corte europeo antiguo. Este corte tenía un pabellón menos profundo, una forma más redondeada gracias al capataz de Morse, Charles M. Field, quien desarrolló una máquina para desbastar diamantes con el fin de reemplazar el redondeo manual (ambos también introdujeron en la industria el calibre para ajustar las dimensiones), y una disposición diferente de las facetas. El antiguo corte europeo fue el precursor de los brillantes modernos y el más avanzado en su uso durante el siglo XIX y las dos primeras décadas del siglo XX, prevaleciendo en el mercado desde aproximadamente 1890 hasta aproximadamente 1930. Comparado con el moderno corte brillante redondo, es inferior en brillo, pero superior en fuego.

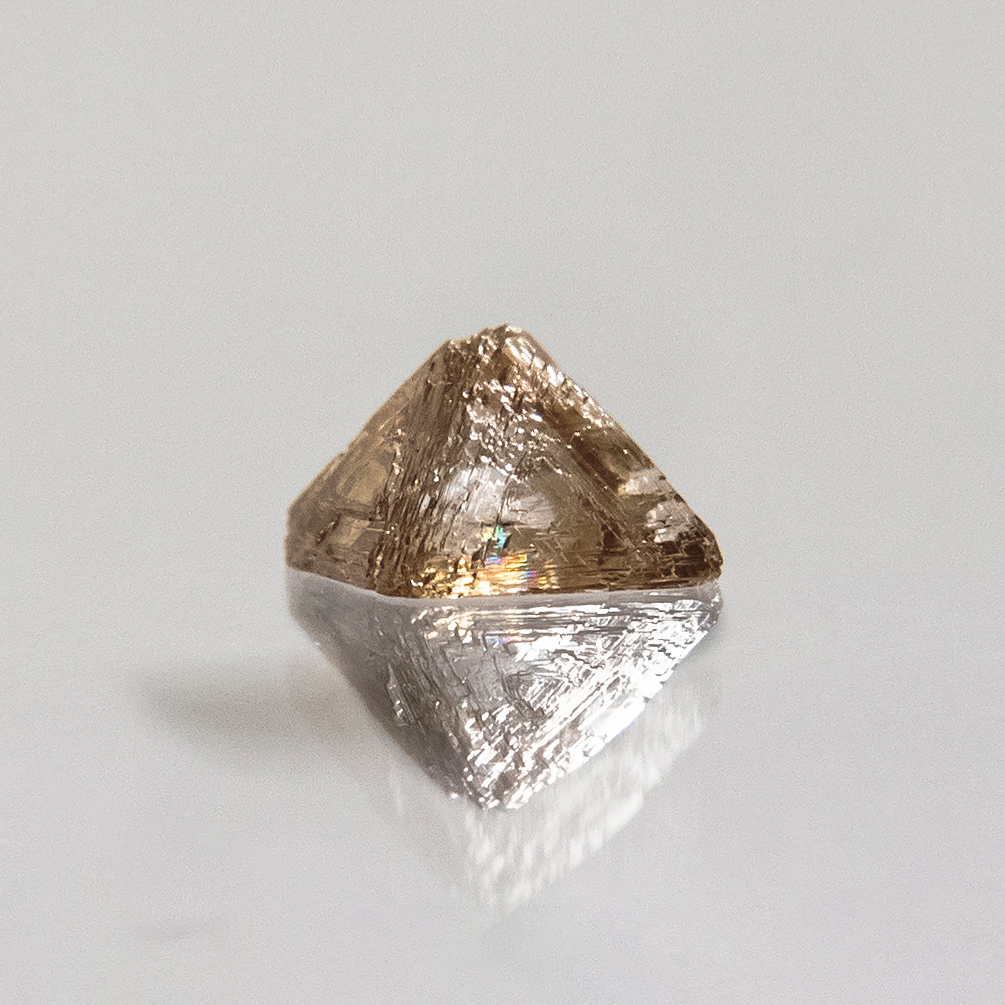
Un cristal de diamante en bruto de color marrón claro cortado por la mitad y reflejado en un vidrio

A principios del siglo XX, el desarrollo de las sierras rotativas motorizadas para cortar diamantes, patentadas en 1901 por John H. G. Stuurman y en 1902 por Ernest G. H. Schenck, brindó a los talladores libertad creativa para separar a su gusto las piedras pequeñas que no se podían separar mediante el corte, permitiéndoles desperdiciar menos material. Estos diamantes cortados a sierra y los tornos perfeccionados para joyería propiciaron el desarrollo de los cortes de diamantes modernos, entre los que destaca el corte brillante redondo. En 1919, Marcel Tolkowsky analizó esta talla, y con sus cálculos analizó tanto el brillo (la cantidad de luz blanca reflejada) como el fuego, creando un delicado equilibrio entre ambos. Los cálculos de Tolkowsky servirían de base para todas las futuras modificaciones y estándares de la talla brillante.
Sin embargo, el modelo de Tolkowsky de la talla "ideal" no es perfecto, y sirvió como guía general, pero no exploró ni tuvo en cuenta varios aspectos significativos de la talla del diamante:
 Dado que cada faceta tiene el potencial de cambiar el plano de propagación de un rayo de luz, "cada faceta debe considerarse en cualquier cálculo completo de las trayectorias de la luz".
Así como un corte bidimensional de un diamante proporciona información incompleta sobre la naturaleza tridimensional del comportamiento de la luz en su interior, este corte bidimensional también proporciona información incompleta sobre el comportamiento de la luz "exterior" del diamante. El panorama de un diamante es tridimensional. Aunque los diamantes son altamente simétricos, la luz puede entrar en ellos desde muchas direcciones y ángulos. Este factor resalta aún más la necesidad de revaluar los resultados de Tolkowsky y de recalcular los efectos de las proporciones de un diamante en su apariencia. ... 
 Otro punto importante a considerar es que Tolkowsky no siguió la trayectoria de un rayo que se reflejase más de dos veces en el diamante. Sin embargo, ahora se sabe que la apariencia de un diamante se compone de muchas trayectorias de luz que se reflejan considerablemente más de dos veces en él. Una vez más, se puede ver que las predicciones de Tolkowsky son útiles para explicar el rendimiento óptimo del diamante, pero son incompletas según los estándares tecnológicos actuales. 
Las directrices de Tolkowsky, si bien revolucionarias en su época, no constituyen una solución definitiva al problema de encontrar las proporciones óptimas de un diamante redondo de talla brillante.
En la década de 1970, Bruce Harding desarrolló otro modelo matemático para el diseño de gemas. Desde entonces, varios grupos han utilizado modelos informáticos y aparatos ópticos especiales para diseñar tallas de diamantes.
El principal centro mundial de corte y pulido de diamantes es la India. Procesa 11 de cada 12 diamantes utilizados en joyería a nivel mundial. El sector emplea a 1,3 millones de personas y representa el 14 % de las exportaciones anuales de la India, alcanzando un valor de 80.000 millones de dólares. Su participación en el mercado mundial de diamantes pulidos es del 92 % en piezas y del 55 % en valor.

## Teoría

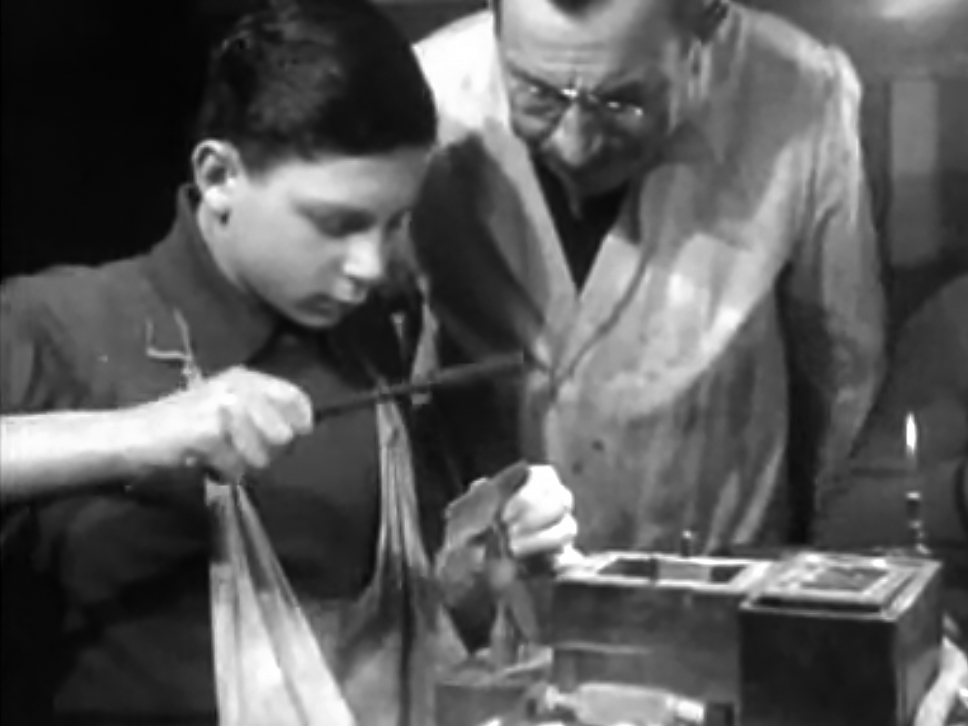
Un aprendiz de tallador de diamantes desbastando un diamante antes de cortarlo, utilizando una hoja de acero con forma de cuña y una pequeña clava, supervisado por un tallador experimentado (Países Bajos, 1946)

Un diamante en bruto presenta una apariencia bastante común. La mayoría de los diamantes con calidad de gemas se recuperan de depósitos secundarios o de aluvión, y presentan superficies externas opacas y desgastadas, a menudo cubiertas por una película opaca, cuyo aspecto recuerda a "trozos de carbonato de sodio". El pulido de un diamante y la creación de facetas planas en disposición simétrica realzan su belleza oculta de forma espectacular.
Al diseñar la talla de un diamante, se consideran dos factores principales. El más importante es su índice de refracción (IR), que, con 2,417 (medido mediante luz de 589,3 nm de longitud de onda producida con  una lámpara de vapor de sodio), es bastante alto en comparación con el de la mayoría de las demás gemas. El IR del diamante es responsable de su brillo, que se define como la cantidad de luz incidente que se refleja hacia el observador. También es importante el poder dispersivo de un diamante (la capacidad del material para dividir la luz blanca en sus componentes espectrales), que también es relativamente alto, de 0,044 (medido a partir del intervalo B-G). Los destellos de colores espectrales, conocidos como fuego, son una función de esta dispersión, pero, al igual que el brillo, solo son evidentes después del tallado.
El brillo se puede dividir en brillo externo y brillo interno. El primero es la luz reflejada por la superficie de la piedra: su lustre. El brillo "adamantino" ("similar al diamante") del diamante es superado solo por el de los metales. Si bien está directamente relacionado con el IR, la calidad del pulido de una gema terminada determina la calidad del brillo del diamante.
El brillo interno (el porcentaje de luz incidente reflejada de vuelta al observador desde las facetas traseras [del pabellón]) depende de una cuidadosa consideración de los ángulos entre las caras de un corte en relación con el IR del diamante. El objetivo es lograr la reflexión interna total (RIT), eligiendo el ángulo de la corona y el ángulo del pabellón (el ángulo formado por las facetas del pabellón y de la parte inferior) de manera que el ángulo de incidencia de la luz reflejada (al llegar a las facetas del pabellón) quede fuera del ángulo crítico del diamante, o ángulo mínimo para la RIT, de 24,4°. Se pueden hacer dos observaciones: si el pabellón es demasiado superficial, la luz incide en las facetas del pabellón dentro del ángulo crítico y se refracta (es decir, se pierde) a través de la base del pabellón hacia el aire. Si el pabellón es demasiado profundo, la luz se refleja inicialmente fuera del ángulo crítico en un lado del pabellón, pero incide en el lado opuesto dentro del ángulo crítico y luego se refracta hacia fuera del lateral de la piedra.
El término brillo de centelleo se aplica al número y la disposición de los reflejos de luz de las facetas internas; es decir, al grado de "brillo" que se observa cuando la piedra o el observador se mueven. El centelleo depende del tamaño, el número y la simetría de las facetas, así como de la calidad del pulido. Las piedras pequeñas tienen un aspecto lechoso si su centelleo es demasiado intenso (debido a las limitaciones del ojo humano), mientras que las piedras más grandes tienen un aspecto apagado si sus facetas son demasiado grandes o escasas.
El brillo de un diamante está determinado por la altura y el ángulo de la corona del corte (la corona es la mitad superior de la piedra, por encima del filetín), así como por el tamaño y el número de facetas que la componen. La corona actúa como un prisma: la luz que sale de la piedra (tras la reflexión de las facetas del pabellón) debe incidir en las facetas de la corona con el mayor ángulo de incidencia posible desde la normal (sin superar el ángulo crítico) para lograr la máxima dispersión de los colores del espectro de la luz. La altura de la corona está relacionada con el ángulo de la corona, el tamaño de la faceta de la corona y el tamaño de la tabla (la faceta central más grande de la corona): se busca un equilibrio ideal entre una tabla que no sea demasiado pequeña (lo que resulta en facetas de corona más grandes y mayor fuego a expensas del brillo) ni demasiado grande (lo que resulta en facetas de corona más pequeñas y poco o ningún fuego).

## Pulido y simetría
El pulido y la simetría son dos aspectos importantes del corte. El pulido describe la suavidad de las facetas del diamante, y la simetría se refiere a la alineación de las facetas. Un pulido deficiente puede rayar la superficie o reducir su poder reflectante, lo que puede causar un brillo borroso o apagado. Si bien la mayoría de los defectos del pulido son resultado del proceso de tallado, algunos defectos superficiales son resultado de defectos en la piedra natural. Un ejemplo son las líneas de grano (generadas cuando se produce una cristalización irregular durante la formación del diamante) que recorren la faceta. Los defectos de pulido graves pueden hacer que el diamante parezca que necesita limpieza constantemente. Con una simetría deficiente, la luz puede desviarse al entrar y salir del diamante.

## Elección del corte

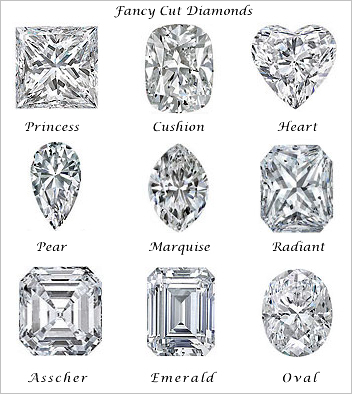
Cortes de fantasía

La elección del corte del diamante suele depender de la forma original de la piedra en bruto, la ubicación de defectos o inclusiones internas, la conservación del peso (los quilates de las piezas resultantes) y la popularidad de ciertas formas entre los consumidores. El tallador debe considerar cada una de estas variables antes de proceder a cortar la piedra.
La mayoría de los cristales de diamante en bruto con calidad de gema son octaédricos (véase propiedades físicas del diamante). Estos cristales suelen tallarse en brillantes redondos porque es posible tallar dos piedras de este tipo de un octaedro con una pérdida mínima de peso. Si el cristal está deformado o maclado; o si hay inclusiones en lugares inoportunos, es más probable que la pieza reciba un corte de fantasía (una talla distinta a la brillante redondo). Esto es especialmente cierto en el caso de las maclas, que son cristales octaédricos gemelos acoplados. Las brillantes redondas tienen ciertos requisitos en sus proporciones que resultarían en una gran pérdida de peso, mientras que las tallas de fantasía suelen ser mucho más flexibles en este sentido. La elección de la talla del diamante se ve influida no solo por las características de la piedra, sino también por los significados culturales y simbólicos asociados a formas específicas, como el simbolismo romántico de la talla en forma de corazón o la elegancia de la forma de pera. En ocasiones, los talladores llegan a soluciones de compromiso y asumen menores proporciones y simetrías para evitar inclusiones o para preservar el peso en quilates, ya que el precio por quilate del diamante es mucho mayor cuando la piedra supera un quilate (200 mg).
Aunque el corte en brillante redondo se considera el estándar para el diamante, con su forma y proporciones casi constantes, la elección del corte de fantasía está fuertemente influida por la moda. Por ejemplo, el corte escalonado o baguette (que acentúa el lustre, la blancura y la claridad de un diamante, pero minimiza su fuego), estuvo muy de moda durante el período art déco, mientras que el corte princesa mixto (que acentúa el fuego y el brillo de un diamante en lugar de su lustre), comenzó a usarse durante la década de 1960 y realmente ganó popularidad en la década de 1980. El corte princesa también es popular entre los talladores de diamantes porque, de todos los cortes, es el que menos material desperdicia del cristal original. También son frecuentes los diamantes más antiguos cortados alrededor de 1900 en versiones "primitivas" del brillante redondo moderno, como la talla en rosa y la talla antigua (véase la sección Historia). Si bien existe un mercado para las piedras antiguas, muchas se tallan con la forma del brillante moderno, con el fin de facilitar su comercialización. También existe en el sector de la joyería una creciente demanda de diamantes tallados en estilos antiguos, para reparar o reproducir piezas antiguas.

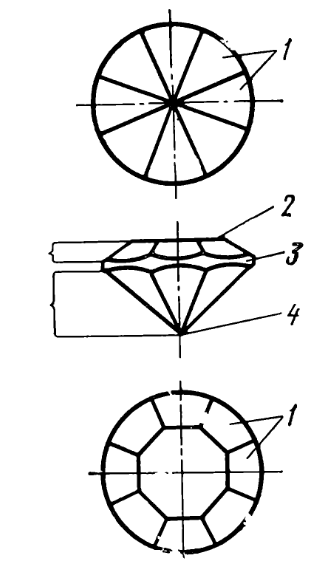
Corte simplificado

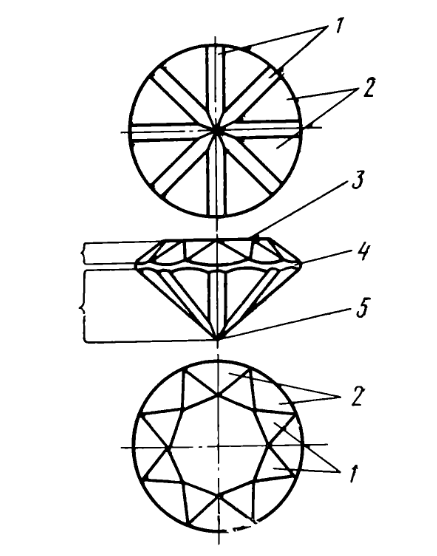
Corte suizo

El tamaño del diamante también puede ser un factor. Los diamantes diminutos (<0,02 quilates [4 mg]), conocidos como "melée", suelen recibir tallas simplificadas (es decir, con menos facetas). Esto se debe a que una talla brillante completa de tamaño tan pequeño presenta un aspecto lechoso al ojo humano, debido a su incapacidad para resolver el fuego dispersivo de la piedra. Por el contrario, los diamantes grandes suelen recibir tallas de fantasía con muchas facetas adicionales. Las tallas en brillante redondas o de fantasía convencionales no se ajustan a la escala satisfactoriamente, por lo que se necesitan facetas adicionales para garantizar que no haya "puntos muertos". Dado que los diamantes grandes son menos propensos a engarzarse en joyería, sus tallas se consideran por su capacidad para mostrar las propiedades del diamante desde una amplia gama de ángulos de visión. En el caso de los diamantes de tamaño más moderado, las tallas se consideran principalmente por el atractivo de la gema vista de frente.
Los diamantes redondos brillantes, que predominan, ya no están tan de moda como antes, ya que el mercado se vio saturado en las últimas décadas del siglo. Simultáneamente, regalar un diamante con un tallado de fantasía como joya en celebraciones específicas se convirtió en parte de una tradición. Un diamante con talla en forma de corazón tiene un simbolismo romántico, por lo que es un regalo común para el día de San Valentín o aniversarios de boda. Los diamantes en forma de pera parecen gotas de agua, y su forma es ideal para los pendientes. Las formas más famosas son: princesa, cojín, corazón, pera, marquesa, radiante, talla Asscher, esmeralda y oval.

## Brillante redondo
Desarrollado alrededor de 1900, el redondo brillante redondo es el corte más popular para los diamantes. Suele ser la mejor opción en términos de venta, seguridad (debido a su forma relativamente exenta de aristas vivas) y la estética deseada.

### Número de facetas y nombres

Proporciones y facetas del diamante para la talla brillante redonda

El diamante brillante redondo moderno (Figuras 1 y 2) consta de 58 facetas (o 57 si se excluye el culet); 33 en la corona (la mitad superior sobre el filetín de la piedra) y 25 en el pabellón (la mitad inferior debajo del filetín). El filetín puede ser esmerilado, pulido o facetado. En las últimas décadas, la mayoría de los filetines son facetados; muchos tienen 32, 64, 80 o 96 facetas, aunque estas facetas se excluyen del número total. Asimismo, algunos diamantes pueden tener pequeñas facetas adicionales en la corona o el pabellón, creadas para eliminar imperfecciones superficiales surgidas durante el proceso de tallado. Dependiendo de su tamaño y ubicación, pueden dañar la simetría del corte y, por lo tanto, se tienen en consideración para evaluar la calidad del corte.
La Figura 1 asume que la parte gruesa del filetín tiene el mismo grosor en sus 16 partes gruesas. No considera los efectos de las facetas indexadas del filetín superior. La Figura 2 es una adaptación del libro de Tolkowsky, publicado originalmente en 1919. Desde 1919, las facetas del filetín inferior se han alargado, y como resultado, las facetas principales del pabellón se han estrechado.

### Proporciones
Si bien el número de facetas es estándar, las proporciones reales (altura y ángulo de la corona, profundidad y ángulo del pabellón, y tamaño de la tabla o meseta) no cuentan con un consenso universal. Existen al menos seis cortes ideales que se han ideado con el paso de los años, pero solo tres se utilizan comúnmente como referencia. Desarrollado por Marcel Tolkowsky en 1919, el Estándar Americano (también conocido como el Ideal Americano y Brillante Tolkowsky) es el punto de referencia en Norteamérica. Se derivó de cálculos matemáticos que consideraron tanto el brillo como el fuego. El punto de referencia en Alemania y otros países europeos es el Corte Fino Práctico (Feinschliff der Praxis en alemán, también conocida como Corte Eppler), introducido en 1939. Se desarrolló en Alemania mediante observaciones empíricas y difiere solo ligeramente del Estándar Americano. Introducido como parte de la Nomenclatura escandinava de diamantes (Scan. D. N.) en 1969, el Estándar Escandinavo también difiere ligeramente.
Otros puntos de referencia son el Brillante Ideal (desarrollado en 1929 por Johnson y Roesch), el Brillante Parker (1951) y el Brillante Eulitz (1968). Los brillantes Ideal y Parker están en desuso porque sus proporciones resultan (según los estándares contemporáneos) en un brillo inaceptablemente bajo. La talla Eulitz es el único otro punto de referencia deducido matemáticamente. Históricamente, también es el único juego de parámetros que considera el grosor del filetín. Un parámetro más moderno es el establecido por los Tasadores de Gemas Acreditados (AGA). Si bien su estándar generalmente establece un corte ideal moderno, ha sido criticado por ser demasiado estricto. A continuación, se presenta un resumen de los diferentes parámetros:
| Punto de referencia  | Altura de la corona | Profundidad del pabellón | Diámetro de la tabla | Grosor del filetín | Ángulo de la corona | Ángulo del pabellón | Grado de brillo |
| -------------------- | ------------------- | ------------------------ | -------------------- | ------------------ | ------------------- | ------------------- | --------------- |
| AGA                  | 14,0-16,3%          | 42,8-43,2%               | 53-59%               |                    | 34,0-34,7°          |                     | 100%            |
| Estándar Americano   | 16,2%               | 43,1%                    | 53,0%                |                    | 34,5°               | 40,75°              | 99,5%           |
| Brillante Eulitz     | 14,45%              | 43,15%                   | 56,5%                | 1,5%               | 33,6°               | 40,8°               | 100%            |
| Brillante Ideal      | 19,2%               | 40,0%                    | 56,1%                |                    | 41,1°               | 38,7°               | 98,4%           |
| Brillante Parker     | 10,5%               | 43,4%                    | 55,9%                |                    | 25,5°               | 40,9°               | Bajo            |
| Corte Fino Práctico  | 14,4%               | 43,2%                    | 56,0%                |                    | 33,2°               | 40,8°               | 99,95%          |
| Estándar Escandinavo | 14,6%               | 43,1%                    | 57,5%                |                    | 34,5°               | 40,75°              | 99,5%           |

La altura de la corona, la profundidad del pabellón y el diámetro de la tabla son porcentajes del diámetro total del filetín. Debido a que el ángulo del pabellón (y, en consecuencia, la profundidad del pabellón) está tan estrechamente vinculado a la reflexión interna total, es el valor que menos varía entre los diferentes estándares.

### Fenómeno de corazones y flechas

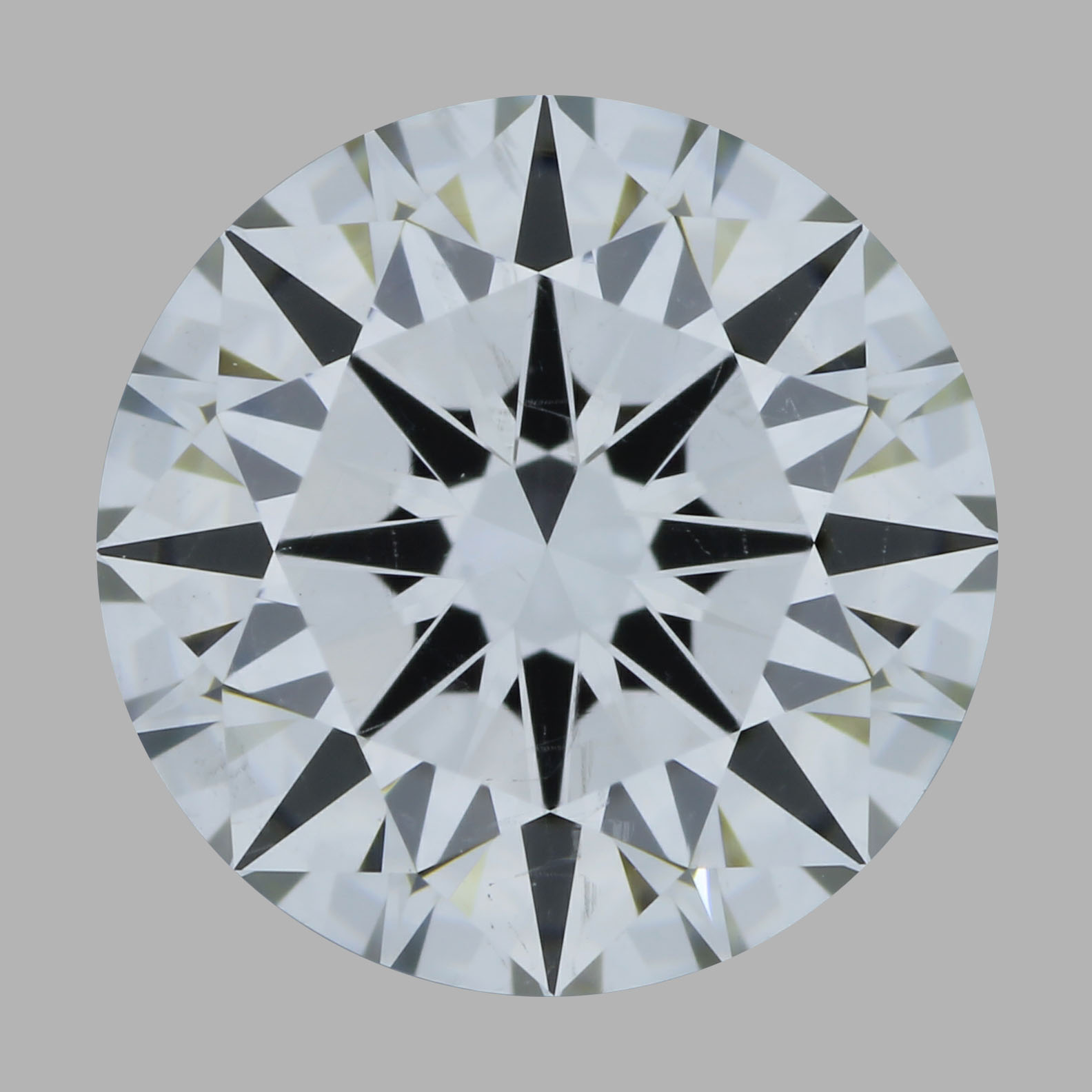
Diamante que muestra ocho flechas

El término "corazones y flechas" se utiliza para describir el efecto visual que se logra en un diamante redondo de talla brillante con una simetría perfecta y ángulos que exhiben un patrón nítido y completo de corazones y flechas. Al observarlo con una lupa especial, se observa un patrón visual completo y preciso de ocho corazones al mirar hacia abajo a través del pabellón, y ocho flechas al observar la piedra con la tabla hacia arriba.

### Corte Pasión
Otra modificación del corte redondo ideal que mantiene las proporciones básicas de sus ángulos es el Corte Pasión. El diseño de este corte puede considerarse opuesto al de los corazones y flechas, ya que elimina las flechas para capturar un retorno de luz diferente desde el centro del diamante. El corte divide los ocho pabellones principales y aumenta el número total de facetas, específicamente ubicadas, de 57 a 81. El corte fue diseñado para realzar el brillo y ocultar inclusiones.

## Cortes de fantasía

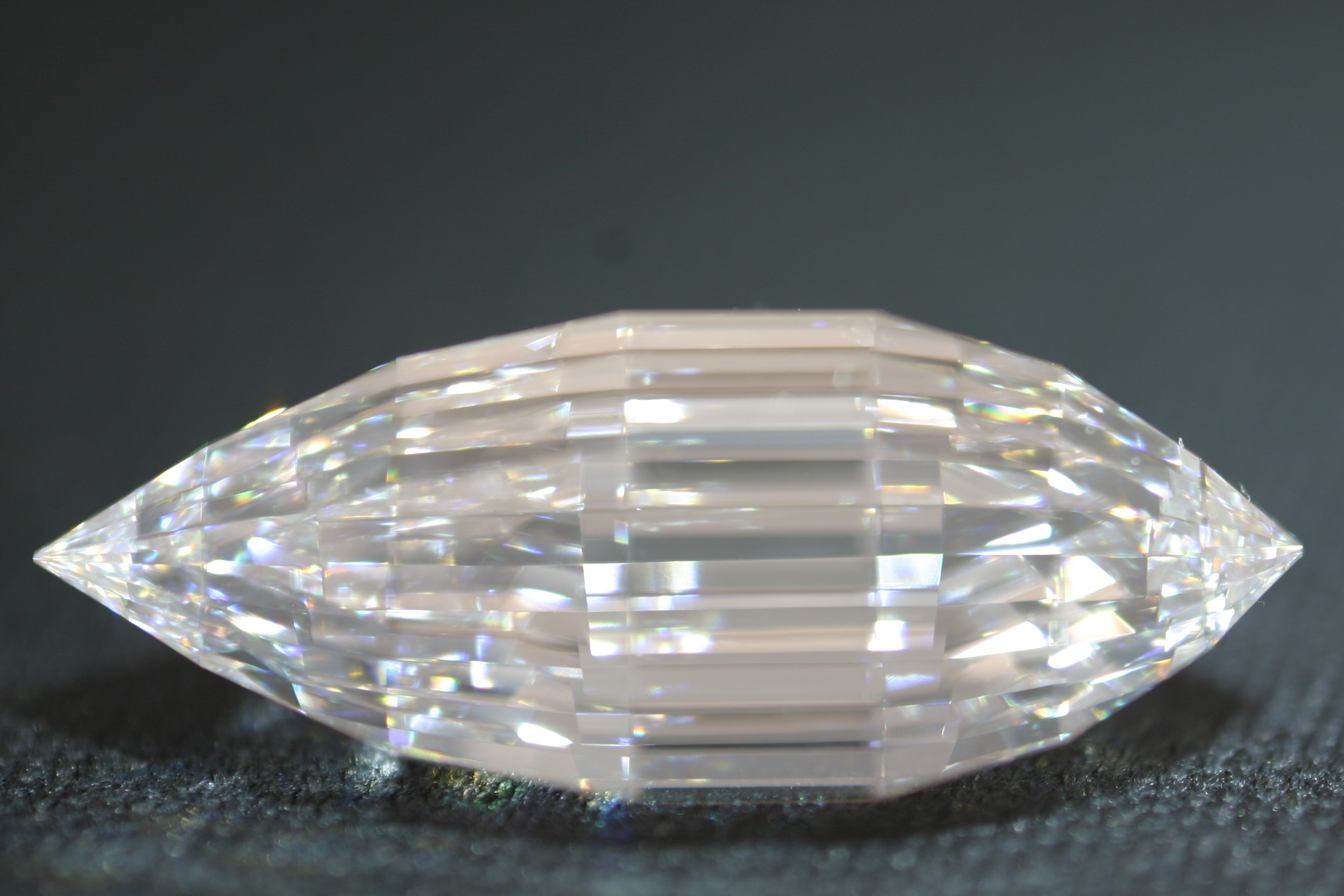
El diamante Esperanza, cortado simétricamente en forma de triolette, uno de los cortes de fantasía más inusuales

Incluso con técnicas modernas, el tallado y pulido de un cristal de diamante siempre se traduce en una pérdida de peso considerable, que rara vez es inferior al 50 %. El corte brillante redondo se prefiere cuando el cristal es un octaedro, ya que a menudo se pueden cortar dos piedras de un mismo cristal. Los cristales con formas irregulares, como las maclas, tienden a tallarse con un corte de fantasía (es decir, un corte distinto al del brillante redondo), al que se presta la forma particular del cristal. La prevalencia y la elección de una talla de fantasía en particular también se ve influida por la moda, y en general, estas tallas no se rigen por los mismos estándares estrictos que las tallas brillantes redondas derivadas de Tolkowsky. La mayoría de las tallas de fantasía se pueden agrupar en cuatro categorías: brillantes modificados, tallas escalonadas, tallas mixtas y tallas en rosa.

### Brillantes modificados
Esta es la categoría más común de talla de fantasía, ya que la talla brillante redonda estándar puede modificarse eficazmente para adoptar una amplia gama de formas. Dado que su número y disposición de facetas son los mismos, las tallas brillante modificadas también se parecen más (en términos de brillo e interacción de fuego) a las tallas brillantes redondas.
Los brillantes modificados incluyen la talla marquesa (con forma de limón alargada, también llamada navette, que en francés significa "barquito", ya que se asemeja al casco de un velero), la talla corazón, la talla triangular trillante (también trillán o billón), la talla ovalada y la talla en forma de pera o gota, que suelen ser las tallas brillantes modificadas más comunes.
Los diamantes de forma ovalada fueron introducidos por Lazare Kaplan en la década de 1960. Generalmente conocidos por tener 56 facetas, su peso se calcula midiendo la longitud y el ancho de la piedra. Una proporción de 1,33 a 1,66 proporciona una buena gama tradicional de diamantes de forma ovalada.
Los diamantes con forma de pera también se conocen como forma de lágrima debido a su parecido, y se consideran un híbrido entre la talla marquesa y el diamante brillante redondo. La piedra tiene un extremo redondeado y el otro puntiagudo. Los diamantes en forma de pera pueden optar por diferentes proporciones de longitud y anchura para lograr un diamante con forma de pera de aspecto ideal. Las proporciones de longitud a anchura más comunes son entre 1,45 y 1,75.
La tecnología moderna de tallado ha permitido el desarrollo de formas cada vez más complejas e impensables hasta ahora, como estrellas y mariposas. Sus proporciones son, en gran medida, una cuestión de preferencia personal. Sin embargo, debido a sus terminaciones afiladas y la relativa fragilidad del diamante, estos cortes son más vulnerables a roturas accidentales y, por lo tanto, pueden ser más difícil que queden cubiertas por un seguro.

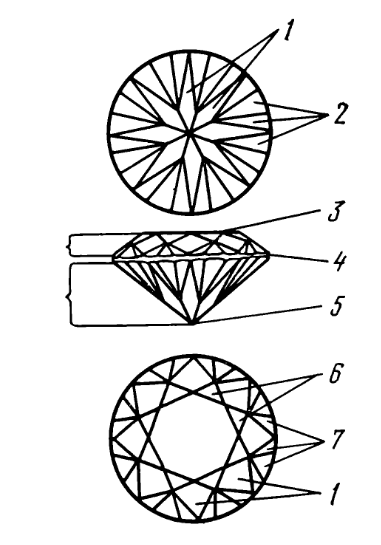
Corte High-Light

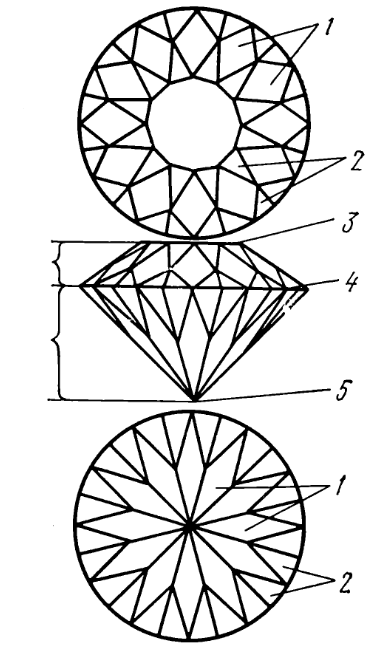
Corte King

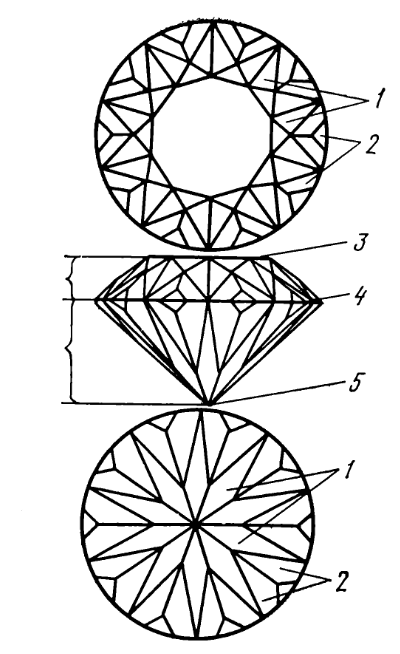
Corte Magna

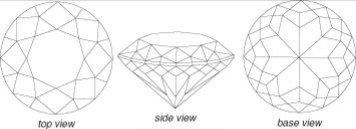
Corte Princesa 144

Existen varias tallas de brillante modificadas antiguas de origen incierto, que, si bien ya no se utilizan ampliamente, son notables por su historia. Todas tienen un contorno redondo y modifican la talla brillante redonda estándar añadiendo facetas y cambiando la simetría, ya sea dividiendo las facetas estándar o colocando nuevas en diferentes disposiciones. Estas tallas incluyen: las tallas King y Magna, ambas desarrolladas por firmas de Nueva York, la primera con 86 facetas y simetría de 12 lóbulos, y la segunda con 102 facetas y simetría de 10 lóbulos; la talla High-Light, desarrollada por el tallador belga M. Westreich, con 16 facetas adicionales repartidas equitativamente entre la corona y el pabellón; y la talla Princess 144, introducida en la década de 1960, con 144 facetas y simetría de 8 lóbulos. No debe confundirse con la talla Princesa mixta, dado que la talla Princesa 144 produce una piedra vivaz con buen centelleo, y se caracteriza porque las facetas adicionales se tallan bajo el filetín en lugar de subdividirse. El cuidado especial que requieren estas facetas bajo el filetín beneficia el resultado final de la piedra, mitigando la irregularidad del filetín y las pequeñas fracturas.
Hoy en día, gracias a la mayor comprensión de la dinámica de la luz y de la talla de diamantes, muchas empresas han desarrollado nuevos diamantes de talla brillante redonda modificada. Si se diseñan correctamente, estas facetas adicionales de la talla brillante redonda modificada pueden mejorar la belleza general del diamante, como en los diamantes de 91 facetas.

### Tallas escalonadas
Las piedras con contornos cuadrados o rectangulares y facetas rectilíneas dispuestas paralelas al filetín se conocen como piedras de talla escalonada o de trampa. Estas piedras suelen tener las esquinas truncadas, creando una talla esmeralda (denominada así por su uso habitual en el tallado de esmeraldas) con un contorno octogonal. Esto se debe a que las esquinas afiladas son puntos débiles donde un diamante puede henderse o fracturarse. En lugar de una culata, las piedras de talla escalonada tienen una quilla que recorre el extremo del pabellón. Al igual que otros diamantes con formas de fantasía, los diamantes de talla esmeralda pueden presentarse en diversas proporciones de longitud con respecto a la anchura. El contorno más popular y clásico de los diamantes de talla esmeralda se acerca a un valor de 1,5.
La talla Asscher, una talla esmeralda modificada cuadrada, también es popular.
Dado que tanto el pabellón como la corona son comparativamente poco profundos, las piedras de talla escalonada generalmente no son tan brillantes ni tan intensas como las de talla brillante, sino que acentúan la claridad de la piedra (ya que incluso el más mínimo defecto sería muy visible), la blancura y el lustre (y, por lo tanto, un buen pulido) del diamante.
Debido a la moda actual, que comenzó a mediados de la década de 1900, para cortes brillantes y similares a brillantes, los diamantes de corte escalonado pueden perder algo de valor. Las piedras con suficiente profundidad pueden volver a tallarse en formas más populares. Sin embargo, la forma rectilínea del corte escalonado fue popular en el período art déco. La joyería de este período presenta piedras de corte escalonado de forma prominente, y existe un mercado para producir nuevas piedras de corte escalonado para reparar joyas antiguas o reproducirlas. La delgada baguette rectangular (palabra procedente del francés, que hace referencia al parecido de la forma con una barra de pan francesa) fue y es la forma más común del corte escalonado. Hoy en día se usa con frecuencia como piedra para flanquear una piedra central más grande de un anillo (generalmente, con corte de brillante).
Los cortes escalonados cuadrados cuyas esquinas no están truncadas se conocen como carré, y también son característicos de la joyería antigua. Pueden parecerse superficialmente al corte princesa cuadrado, pero la falta de fuego y sus facetas más simples son aspectos distintivos. Pueden tener o no un culet. En la joyería occidental anterior a la llegada de las tallas en brillante, se utilizaban piedras de talla escalonada poco profunda como cubiertas brillantes para pinturas en miniatura, que se conocen en el comercio de antigüedades como piedras de retrato. Característicos de la joyería de la India son los diamantes lasque, que podrían ser la forma más antigua de talla escalonada. Se trata de piedras planas con grandes tablas y contornos asimétricos.
Otras formas de talla escalonada incluyen las formas triangular (o corte trillante), de cometa, de rombo, de trapecio (o trapezoide) y de obús.

### Tallas mixtas
Las tallas mixtas comparten aspectos tanto de la talla brillante (modificada) como de la talla escalonada: su objetivo es combinar la conservación del peso y las dimensiones de las tallas escalonadas con los efectos ópticos de las brillantes. Normalmente, la corona es de talla brillante y el pabellón de talla escalonada. Las tallas mixtas son relativamente nuevas, y la más antigua data de la década de 1960. Han tenido un gran éxito comercial y siguen incrementando su popularidad, ganando terreno frente al brillante redondo estándar.

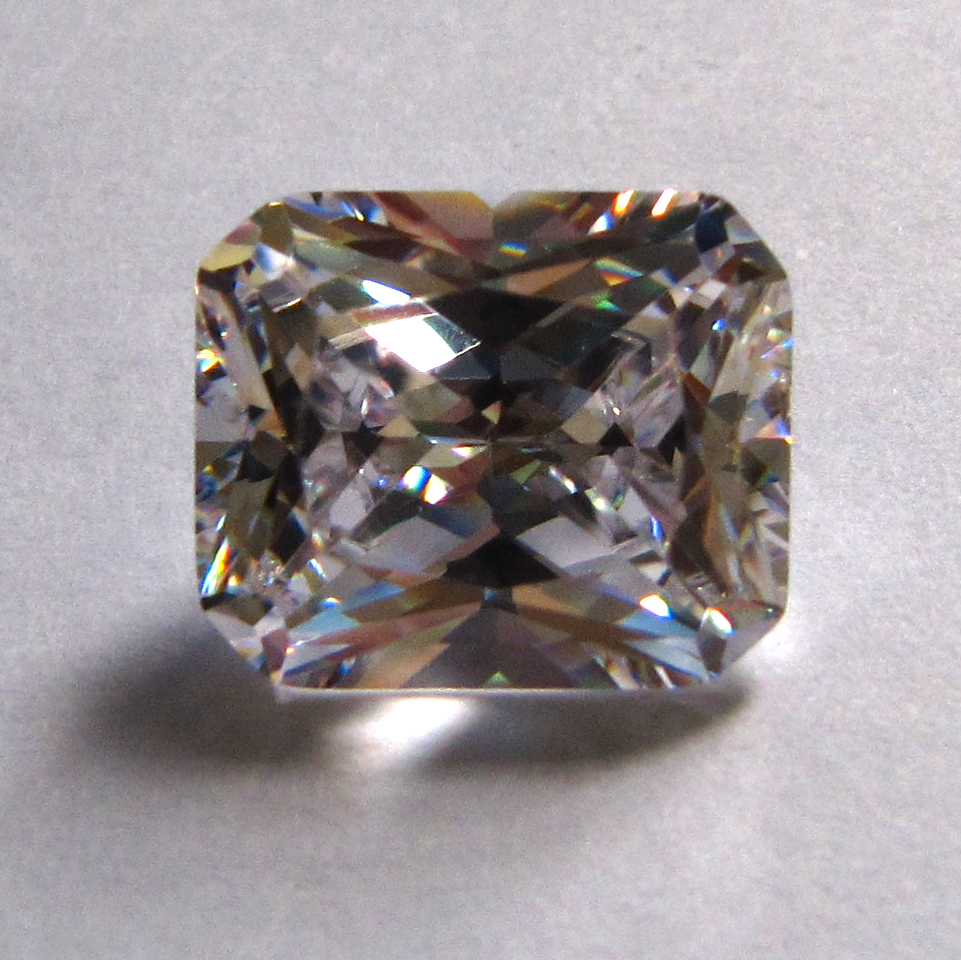
Corte de diamante radiante

Entre los primeros cortes mixtos se encuentra el corte Barion, introducido en 1971. Inventado por el tallador de diamantes sudafricano Basil Watermeyer, y nombrado en su honor y en el de su esposa Marion, el corte Barion básico es un cuadrado o rectángulo octogonal, con un filetín pulido y facetado. El número total de facetas es de 62 (sin contar el culet): 25 en la corona; 29 en el pabellón; y 8 en el filetín. Este corte se identifica fácilmente por el característico patrón central en forma de cruz (como se ve en la tabla) creado por las facetas del pabellón, así como por las facetas en forma de media luna en el pabellón. Una talla similar es la Radiante: se diferencia por tener un total de 70 facetas. Tanto esta como la talla Barión existen en un gran número de formas modificadas, con disposiciones y combinaciones de facetas ligeramente diferentes.
La talla mixta más exitosa es el corte princesa, introducido por primera vez en 1960 por A. Nagy de Londres. Originalmente estaba destinado a tallas planas en bruto (máculas), pero desde entonces se ha popularizado lo suficiente como para que algunos laboratorios de gemología, como el de la Sociedad Gemológica Estadounidense (AGS), hayan desarrollado estándares de clasificación para la talla princesa con un rigor similar al de los brillantes redondos. Su mayor fuego y brillo en comparación con otras tallas mixtas es una de las razones de su popularidad, pero aún más importante es el hecho de que, de todas las tallas de diamante, es la que menos desperdicia el cristal original. Otra talla es la talla Flandes, una talla cuadrada modificada con esquinas cortadas y facetas brillantes.

### Tallas rosa y mogol
Diversas formas de la talla rosa se han utilizado desde mediados del siglo XVI. Al igual que las tallas escalonadas, derivan de tipos antiguos. La talla rosa básica tiene una base plana (es decir, carece de pabellón) y una corona compuesta por facetas triangulares (generalmente 12 o 24) que se elevan hasta formar una punta (no hay faceta de tabla) en una disposición con simetría rotacional séxtuple. La llamada talla doble rosa es una variación que añade seis facetas en forma de cometa en el margen de la base. La talla rosa clásica tiene un contorno circular. Otras variantes no circulares incluyen la briolette (ovalada), la rosa de Amberes (hexagonal) y la doble rosa holandesa (similar a dos tallas rosa unidas adosadas). Los diamantes de talla rosa rara vez se ven hoy en día, excepto en joyería antigua. Al igual que los brillantes y las tallas escalonadas de estilo antiguo, existe una creciente demanda para la reparación o reproducción de piezas antiguas.
Relacionado con la talla rosa y de similar antigüedad, está el corte mogol, llamado así por el diamante Gran Mogol, el ejemplar más famoso de su tipo. Al igual que el clásico corte rosa, el corte mogol carece de pabellón y de faceta de tabla, y su corona también está compuesta por facetas triangulares que se elevan hasta formar una punta. Sin embargo, en los diamantes con corte mogol, la simetría rotacional suele ser cuádruple u óctuple, y las ocho facetas apicales están rodeadas por dos o más anillos de facetas adicionales. El corte mogol moderno evolucionó a partir de técnicas de tallado anteriores, utilizadas originalmente para disimular defectos internos en piedras grandes. En la actualidad, este corte también se ha vuelto poco común, pero aún se usa ocasionalmente cuando es menos importante resaltar la claridad interna de una piedra, como en el caso del diamante Espíritu de De Grisogono, negro e internamente opaco.

## Clasificación del corte
De las cuatro características que determinan el valor de un diamante, la calidad del corte es el aspecto más difícil de juzgar para un consumidor al seleccionar un buen diamante. Esto se debe a que algunos certificados no muestran las medidas importantes que influyen en la talla (como el ángulo del pabellón y el ángulo de la corona) y no ofrecen una clasificación subjetiva de la calidad del corte. Las otras tres "C" pueden clasificarse simplemente por una calificación en cada categoría. Se requiere un ojo experto para juzgar la calidad del corte de un diamante, y la tarea se complica por el hecho de que se utilizan diferentes estándares en los distintos países.
La relación entre el ángulo de la corona y el ángulo del pabellón es el factor que más influye en el aspecto de un diamante. Un ángulo del pabellón ligeramente pronunciado puede complementarse con un ángulo de la corona menos pronunciado, y viceversa. Esta compensación ha sido cuantificada por autores independientes utilizando diversos enfoques.
Otras proporciones también afectan al aspecto del diamante:
- La proporción de la tabla es significativa.
- La longitud de las facetas del filetín inferior influye en la visibilidad de corazones y flechas en la piedra bajo ciertas condiciones de iluminación.
  - La mayoría de los diamantes redondos brillantes tienen aproximadamente el mismo grosor de filetín en sus 16 partes de grosor.
  - Los filetines llamados "engañados" son más gruesos donde las facetas principales lo tocan que donde lo hacen las facetas superiores. Estas piedras pesan más (para un diámetro, grosor promedio de filetín, ángulo de corona, ángulo de pabellón y relación de tabla determinados), pero tienen un rendimiento óptico inferior (sus facetas del filetín superior se ven oscuras en ciertas condiciones de iluminación).
  - Los filetines llamados "pintados" son más delgados donde las facetas principales lo tocan que donde las facetas superiores lo hacen. Estas piedras presentan menor fuga de luz en el borde de la piedra (para un ángulo de corona, ángulo de pabellón y relación de tabla determinados).[31]

Varios grupos han desarrollado estándares de clasificación de talla de diamantes, y todos ellos discrepan en cierta medida sobre qué proporciones proporcionan el mejor corte. Sin embargo, existen ciertas proporciones que dos o más grupos consideran las mejores.
- Los estándares de la AGA pueden ser los más estrictos en el rango superior de calidad. David Atlas desarrolló los estándares de la AGA en la década de 1990 para todas las formas de diamante estándar.[32]

- El HCA se cambió varias veces entre 2001 y 2004. A partir de 2004, una puntuación HCA inferior a dos representaba una talla excelente. El HCA distingue entre tallas brillante, Tolkowsky y ardiente.

- Los estándares AGS cambiaron en 2005 para ajustarse mejor al modelo de Tolkowsky y a los resultados del trazado de rayos de Octonus. Los estándares AGS de 2005 penalizan las piedras con fajas alteradas. Califican de 0 a 10, con rangos que corresponden a palabras descriptivas individuales: Ideal (0), Excelente (1), Muy bueno (2), Bueno (3-4), Regular (5-7), Malo (8-10).[33]

- El GIA comenzó a clasificar el corte en cada informe de clasificación de diamantes brillantes redondos a partir de 2006.[34] Para ello, se basó en su estudio exhaustivo de 20.000 proporciones con 70.000 observaciones de 2.000 diamantes. Las palabras descriptivas son las siguientes: Excelente, Muy bueno, Bueno, Regular y Malo.[33] La distancia entre el ojo del observador y el diamante es importante. Los estándares de corte AGS de 2005 se basan en una distancia de 25 centímetros (aproximadamente 10 pulgadas). Los estándares de corte HCA de 2004 se basan en una distancia de 40 centímetros (16 plg).

- Diversos laboratorios de todo el mundo utilizan el dispositivo VeriGem de la compañía ImaGem Inc. para medir el comportamiento de la luz. DGLA en Estados Unidos y Bombái, India; y PGGL y EGL en Estados Unidos ofrecen versiones de esta clasificación desde 2008. DGLA ha clasificado miles de diamantes con esta prometedora tecnología de evaluación directa.

- "Brilliancescope" de Gemex es otra tecnología de evaluación del comportamiento de la luz utilizada por muchos minoristas y talladores de diamantes estadounidenses y de otros países.

### Efecto del corte en otras características del diamante
Durante el proceso de corte de diamantes, el tallador busca obtener el diamante más pesado de una piedra en bruto. Sin embargo, esto puede implicar una disminución en la calidad del corte. Si un diamante es demasiado profundo, el peso en quilates aumenta con una pérdida de brillo debido a la filtración de luz. Los talladores de diamantes deben trabajar la piedra hasta obtener su mejor acabado con el mínimo desperdicio. Esta estrategia depende de la calidad de la piedra y sus proporciones finales. Si se inspeccionan dos diamantes del mismo peso, puede haber una diferencia notable de tamaño al observarlos desde arriba; posiblemente la vista más importante. Un diamante bien tallado de 0,90 quilates, por ejemplo, podría tener el mismo ancho que uno mal tallado de 1,00 quilate. Este fenómeno se conoce como dispersión.
El corte también afecta el color de un diamante. Esto es especialmente importante al considerar diamantes de colores de fantasía, donde el más mínimo cambio de color podría afectar considerablemente a su precio. La mayoría de estos diamantes no se tallan en brillantes redondos, ya que, si bien el brillante redondo es apreciado por su capacidad para reflejar la luz blanca, la característica más importante de estas piezas es su color, no su capacidad para reflejar la luz blanca.